# 比謝爾塞-巴爾特斯維爾

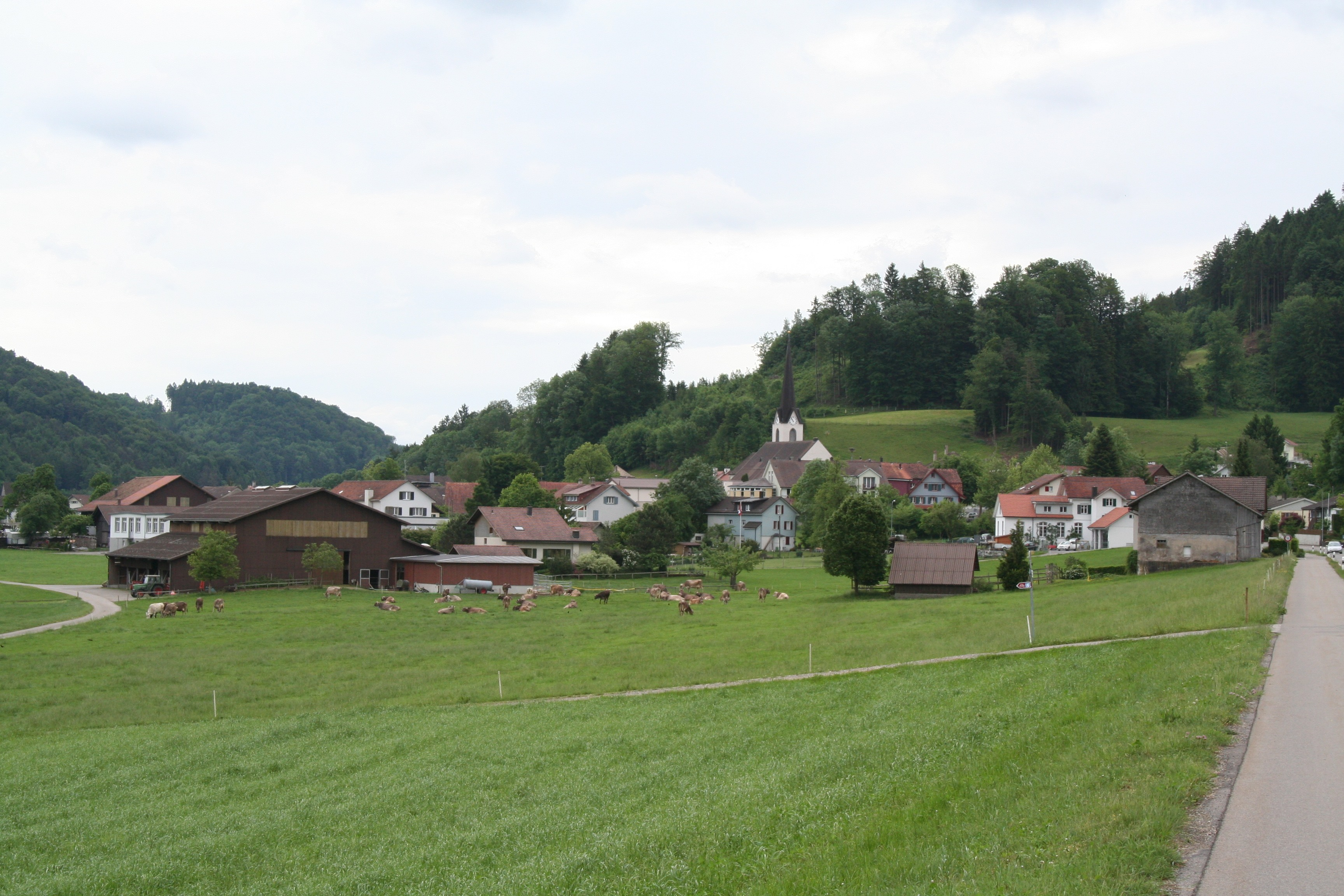

比謝爾塞-巴爾特斯維爾是瑞士的城鎮，位於該國東北部，由圖爾高州負責管轄，面積12.27平方公里，海拔高度601米，2012年人口2,675，一半人口信奉羅馬天主教，人口密度每平方公里218人。